# Incertidumbre (película)
Incertidumbre es una película argentina dirigida por Carlos Borcosque según el guion que escribió en colaboración con Enrique Amorim, Jack Hal y Ramón Gómez Masía, que se estrenó el 23 de septiembre de 1942 y que tuvo como protagonistas a Nélida Bilbao, Carlos Cores, María Duval, César Fiaschi y Pedro López Lagar.	

## Sinopsis
Un hombre llegado de Europa conoce un secreto con el que intenta extorsionar al padre de una joven.

## Reparto
- Nélida Bilbao
- Carlos Cores
- María Duval
- César Fiaschi
- Pedro López Lagar
- Bertha Moss
- Elvira Quiroga
- Amelia Senisterra

## Comentario
El crítico Luisito comunica comentó sobre este filme: “Melodrama en torno de una extorsión, al que Amorim y Gómez Masía dotaron de una trama con gancho, intriga, romance, cierto suspenso, personajes perfilados y hasta un proceso de evolución psicológica en el protagonista. Tuvo factura moderna y entretuvo pero sólo moderadamente por cierta superficialidad del tratamiento, alguna suficiencia en la actuación de Pedro López Lagar y la inexperiencia de Carlos Cores, quien no pudo disimular que estaba aún dando sus primeros pasos ante las cámaras. Tampoco María Duval llevó a lucirse. En cambio atraparon el ojo excelentes imágenes de Etchebehere inspiradas en los claroscuros de John Alton”.